# The Rooms
The Rooms is een cultuurinstelling in St. John's, de hoofdstad van de Canadese provincie Newfoundland en Labrador. Het fungeert als het provinciale museum, de provinciale kunstgalerij en de provinciale archieven van Newfoundland en Labrador.
The Rooms is gehuisvest in een opvallend gebouw op een heuvel aan de rand van Downtown St. John's. Het in 2005 geopende bouwwerk bevindt zich op de locatie van het vroegere Fort Townshend, een National Historic Site of Canada. De naam verwijst naar de voor de provincie typische fishing rooms.

## Vaste tentoonstelling
Het op kunst gerichte gedeelte van The Rooms bestaat voornamelijk uit Canadese kunst van na 1960, met de focus op Newfoundlandse en Labradorse kunstenaars. Het huisvest onder meer een groot aantal werken van Christopher Pratt, Mary Pratt en David Blackwood. Het museumgedeelte omhelst zowel de natuurlijke als de culturele geschiedenis van de provincie. Zo zijn er enerzijds opstellingen over het planten- en dierenleven, geologie en fossielen, maar anderzijds ook over thema's zoals de inheemse bevolking, de Ierse immigratie, de visserijgeschiedenis en de Eerste Wereldoorlog.

## Galerij

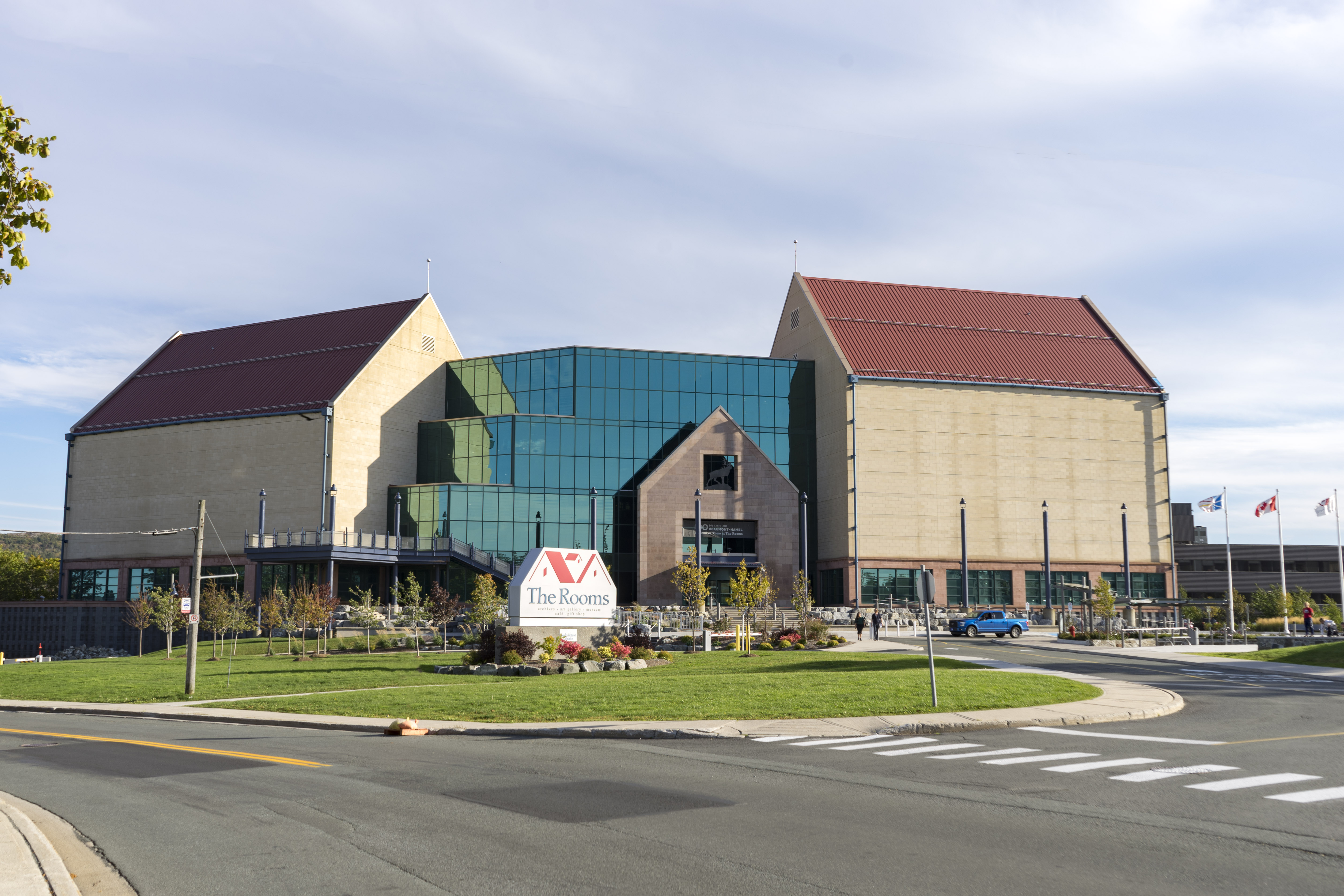
Noordzijde van The Rooms
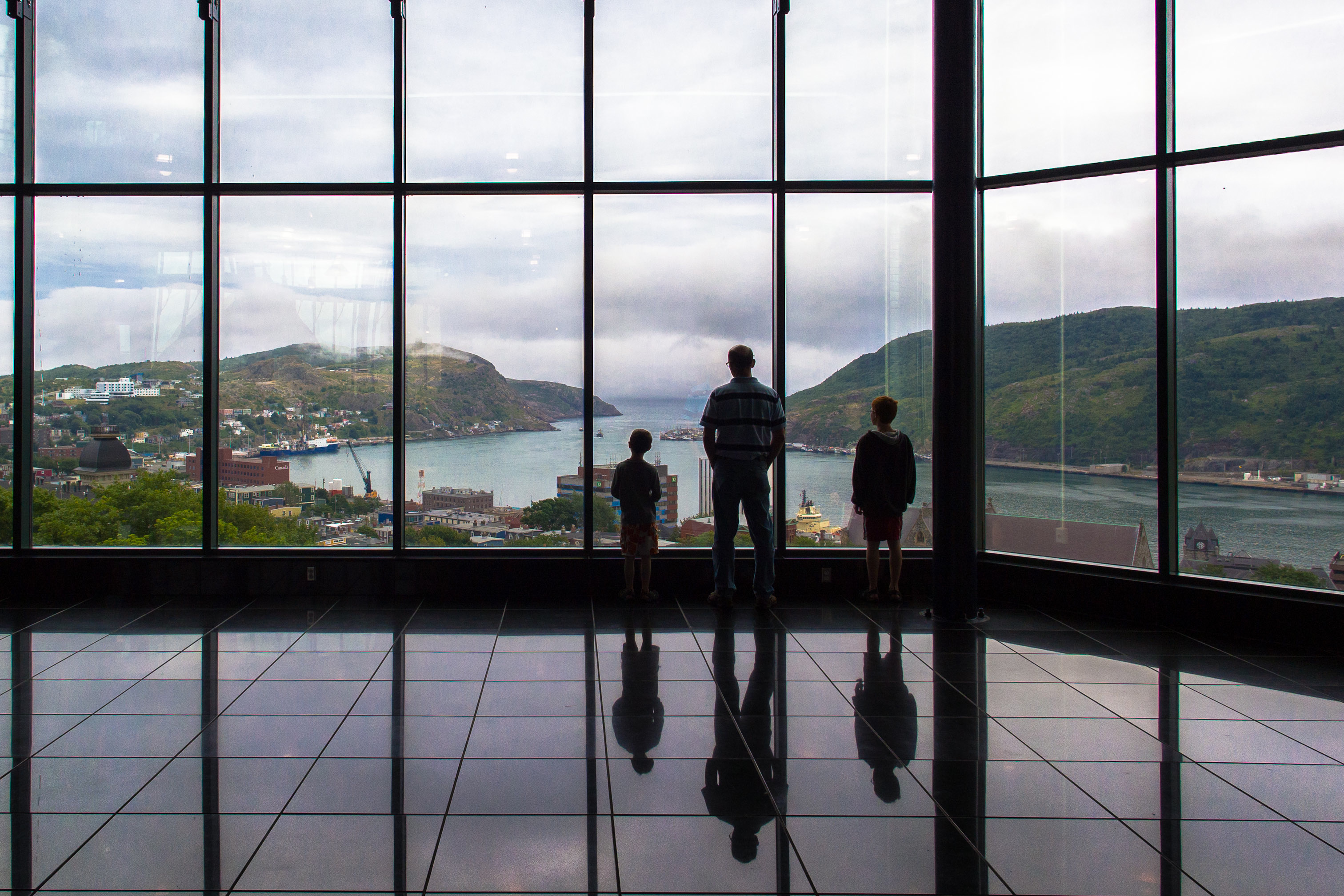
Uitzicht op de haven van St. John's vanuit het gebouw
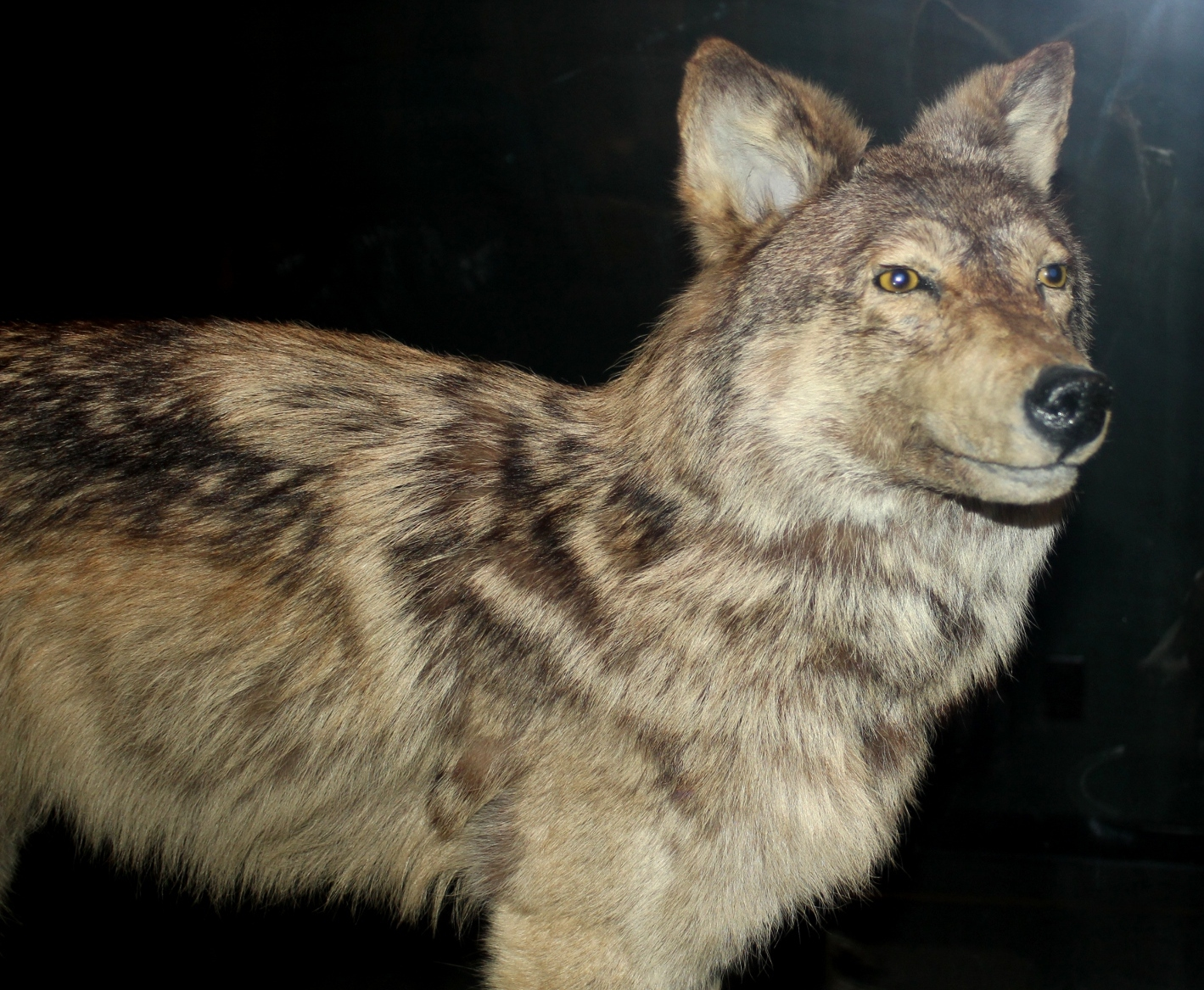
Een opgezette Newfoundlandwolf in het museum
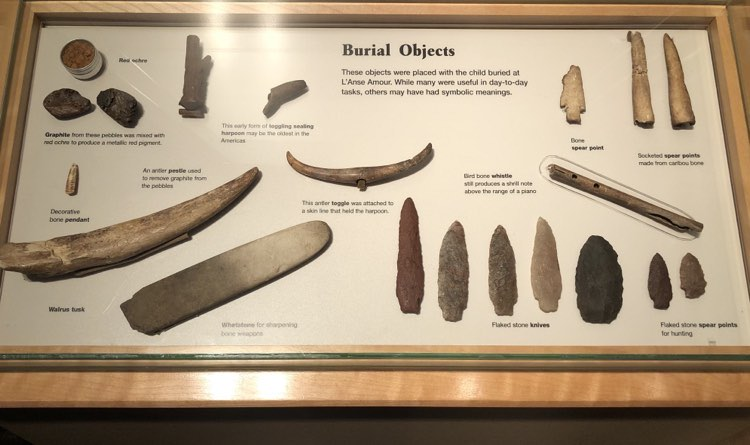
Tentoongestelde grafvondsten uit de grafheuvel van L'Anse Amour